# Nueva Carteya
Nueva Carteya ist eine Gemeinde mit 5.307 Einwohnern (Stand: 2024) in der Provinz Córdoba in Andalusien.

## Geographie
Die Gemeinde grenzt an Baena, Cabra und Castro del Río.

## Geschichte
Der Ort wurde 1822 gegründet und 1832 zu einer villa (Städtchen) und bekam eine eigene Verwaltung.

## Wirtschaft
In der Umgebung werden Oliven angebaut.